# Сах'янова Лариса Петрівна
Сах'янова Лариса Петрівна (13 лютого 1930, Кирен, Бурятія — 8 липня 2001, Улан-Уде) — перша професійна бурятська балерина. Народна артистка СРСР (1963).

## Біографія
Лариса Петрівна народилася 13 лютого 1930 року в селі Кирен (нині Тункинський район Бурятії). Виховувалася в Москві у тітки. Батьки були працівниками Комінтерну. У сім років вступила до Московського хореографічного училища при Великому театрі СРСР. З 1937 по 1942 та з 1945 по 1946 роки навчалася у педагогів Є. А. Лапчинської, Л. І. Рафаїлової, М. М. Леонтьєвої.
В 1946 році Сах'янова прийнята в трупу Бурятського музично-драматичного театру в Улан-Уде. Брала участь у масових сценах, виконувала невеликі сольні партії. В 1948 році станцювала провідну партію Одетти-Оделі у виставі «Лебедине озеро». В 1960-ті роки створено дует Л. П. Сах'янової і П. Т. Абашеєва.
В 1961 році в Улан-Уде відкрилося Бурятське державне хореографічне училище. Сах'янова і Абашеєв викладають в училищі. Сах'янова стала першим художнім керівником училища і очолювала його з 1961 по 1983 роки.
Л. П. Сах'янова була депутатом Улан-Уденської міської Ради, депутатом Верховної Ради Бурятської АРСР, депутат Верховної Ради СРСР (1966 — 1970). Співзасновник фонду імені Валерія Інкіжинова (1994 рік).
Лариса Петрівна Сах'янова померла в 2001 році.

## Нагороди і звання
- Народна артистка СРСР — 1963;
- Лауреат державної премії РРФСР ім. М. Глінки — 1972;
- Орден Трудового Червоного Прапора, медалі;
- Почесний громадянин міста Улан-Уде.